# Mezium horridum
Mezium horridum là một loài bọ cánh cứng trong họ Ptinidae. Loài này được Lindberg miêu tả khoa học năm 1951.